# Bible Tyndale

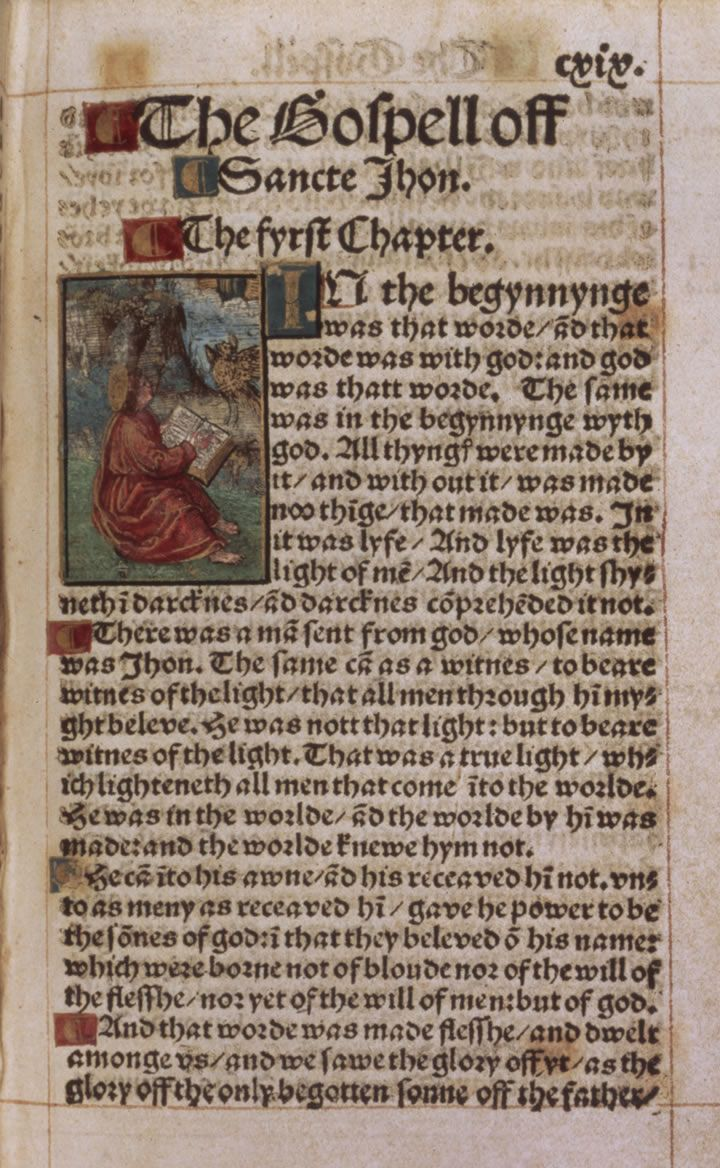
Première page de l’Évangile selon Saint Jean, édition de 1526 de la traduction en anglais Nouveau Testament par William Tyndale.

La Bible Tyndale est la première traduction en langue anglaise du Nouveau Testament à partir du texte grec et de plusieurs livres de l’Ancien Testament à partir du texte hébreu. Imprimées et diffusées clandestinement à partir de 1525, ces traductions valent à leur auteur William Tyndale (1494-1536) de mourir sur le bûcher en 1536 à Vilvorde (Belgique).
Grâce à la diffusion des traductions de Tyndale par la technique toute nouvelle de l'imprimerie, les Anglais peuvent, à partir des années 1530, lire l’Écriture sainte dans leur propre langue. Son retentissement est considérable, aussi bien dans la diffusion du protestantisme que pour le développement de la langue anglaise. Les traductions de Tyndale ont en effet été reprises dans les bibles anglaises classiques et modernes, qu'elles influencent donc lourdement.
Marque de l'importance de ces traductions : en 1994 la British Library (Londres, Angleterre) achète, pour un peu plus d'un million de livres sterling, le Nouveau Testament de 1525 de Tyndale, auquel elle attribue le titre de « livre imprimé le plus important de la langue anglaise. ».

## Contexte historique
Au début du XVIe siècle en Angleterre, aussi bien le roi (Henri VIII) que la population sont catholiques, la messe est dite en latin et pour beaucoup les rituels de l'église sont incompréhensibles. En 1408, l'archevêque Arundel a expressément interdit que quiconque traduise en anglais une partie quelle qu'elle soit des Écritures, ou même lise une telle traduction sans une autorisation expresse de son évêque, sous peine d'être condamné comme hérétique. Ainsi, même la traduction de Wyclif (vers 1320–1384) en moyen anglais, à partir de la Vulgate et en feuillets manuscrits, est inaccessible.
En 1516, la parution du texte grec du Nouveau Testament par Érasme à Bâle connaît un grand retentissement. Elle offre en parallèle au texte grec une nouvelle traduction en latin qui corrige la traduction en latin de Saint Jérôme (la Vulgate), en usage dans l’Église catholique depuis plus de mille ans. Le texte grec compilé par Érasme deviendra la référence pour les humanistes et les réformateurs.
En 1522, paraît le Nouveau Testament allemand traduit directement du grec par Luther, première étape de parution de la bible complète en allemand. Cette parution inspire directement Tyndale.

## Les étapes

### Motivations de William Tyndale
Tyndale, dans la préface à sa traduction du Pentateuque (1530), indique lui-même ce qui l'amène à braver l'interdit pesant sur toute traduction en anglais de la Bible : « C'est là la seule chose qui m'ait amené à traduire le Nouveau Testament. L'expérience m'avait appris combien il était impossible d'asseoir fermement les laïcs dans quelque vérité que ce soit, à moins que l'Écriture ne soit clairement mise sous leurs yeux dans leur langue maternelle, afin qu'ils puissent voir l'enchaînement, l'ordre et le sens du texte. Sans quoi, quelque vérité qu'on leur enseigne, ces ennemis de toute vérité [l’Église catholique] l'étouffent à nouveau […] en manipulant le texte, lui donnant un sens qu'il est impossible de tirer du texte lui-même, si l'on en voit l'enchaînement, l'ordre et le sens. ».
En traduisant la Bible, Tyndale suit le grand humaniste de l'époque, Érasme, à qui il devra également le texte grec sur lequel il s’appuiera. Dans son Enchiridion, Érasme écrit en effet que « les meilleures armes du chrétien sont la prière et la connaissance des Écritures, en particulier du Nouveau Testament, et en priorité les Évangiles et les Lettres de Saint Paul aux Romains et aux Corinthiens ». (Tyndale traduit ce texte d’Érasme en 1522 pour convaincre son employeur Sir John Walsh et sa femme du bien-fondé de ses idées). Érasme souhaite même que l' Évangile et les Lettres de Saint Paul soient traduites dans toutes les langues imaginables.
Tyndale déclare également agir pour suivre les commandements du Christ lui-même : « Le Christ nous commande de scruter les Écritures (Jean 5). Même si les miracles portent témoignage à son enseignement, cependant il désirait qu'aucune foi ne soit accordée à son enseignement ni à ses miracles, sans référence à l'Écriture. Quand Paul prêchait (Actes 17), les autres scrutaient les Écritures quotidiennement, afin de vérifier si elles étaient bien conformes à ses allégations. Pourquoi ne ferais-je pas de même, afin de vérifier que ce sont bien les Écritures auxquelles vous [l’Église catholique] vous référez ? Pourquoi donc n'irais-je pas regarder l'Écriture et son contexte, ce qu'il y a avant et après, de façon à vérifier si votre interprétation en est le sens véritable, ou si vous manipulez et déformez violemment l'Écriture pour la plier à vos buts charnels ?  » in The Obedience of a Christian Man (1528).

### Les traductions
En 1523, Tyndale cherche à obtenir la protection de l'archevêque de Londres, Cuthbert Tunstall, qui la lui refusa. Il s'exile alors sur le continent pour pouvoir poursuivre son projet : « [Je] compris enfin non seulement qu'il n'y avait pas de place pour moi au palais de Monseigneur [Tunstall] à Londres, pour traduire le Nouveau Testament mais aussi qu'il n'y avait nul endroit pour le faire dans toute l'Angleterre. ».

#### Le Nouveau Testament de Cologne (1525)
Dans les pays où la Réforme a réussi à s'établir, bien des imprimeurs sont tout prêts à imprimer une traduction de la Bible. Aux environs de mai 1524, Tyndale s'embarque pour Hambourg (Allemagne), puis il se rend vraisemblablement à Wittemberg où il aurait rencontré Luther. C'est sans doute là qu'il travaille à la traduction du Nouveau Testament pendant un an.
Tyndale n'a accès qu'au Nouveau Testament en grec d’Érasme, au texte latin de la Vulgate et à la version en allemand de Luther. Un moine défroqué, William Roye, l'assiste. Tyndale sait que sa traduction ne sera pas autorisée en Angleterre, que tout livre imprimé à Wittemberg sera soupçonné d'hérésie et immanquablement détruit. Il choisit de se rendre à Cologne (bien qu'elle soit encore catholique) et y prépare l'impression d'un in-quarto avec l'imprimeur Peter Quentell. Ils décident d'en imprimer trois mille exemplaires avec prologue, notes marginales et références. Une partie (jusqu'à Matthieu 22, verset 12) est déjà imprimée quand, dénoncés par Jean Cochlaeus, Tyndale et Roye doivent s'enfuir précipitamment, emportant avec eux le plus grand nombre possible de feuillets déjà imprimés. Cochlaeus a même écrit au roi Henri VIII, au cardinal Wolsey et à l'archevêque de Rochester en leur recommandant de faire surveiller les ports pour « prévenir l'importation de la plus pernicieuse des marchandises ».
Il ne reste qu'une seule copie de cette première traduction conservée dans la Collection Grenville à la British Library. L'ouvrage s'ouvre sur une gravure en pleine page représentant saint Matthieu trempant sa plume dans un encrier que lui tend un ange. Chaque chapitre commence par une importante lettre enluminée. Dans la liste des livres du Nouveau Testament, ceux-ci sont numérotés de 1 à 23 (soit de Matthieu à Jean 3) ; puis non numérotés, à part, on trouve Hébreux, Jacques, Jude et Révélation.
On a souvent appelé cette œuvre « Le Nouveau Testament de Luther en anglais ». En effet, l'apparence même de la page, la disposition du texte, les marges intérieures réservées aux références ainsi que les marges extérieures consacrées aux commentaires et à ce que Henri VIII qualifiera de « pestilent glosses » (« gloses pestilentielles »), tout cela est semblable au Nouveau Testament de Luther. De plus, ces « gloses pestilentielles » sont dans l'ensemble tirées de Luther. La traduction elle-même, bien que tirée du grec original, fait un usage systématique de la traduction en allemand de Luther et même dans le Prologue de nombreux passages sont empruntés directement à Luther.

#### Nouveau Testamentde Worms (1526)
Au moment où Tyndale arrive à Worms, les autorités de la ville viennent de faire allégeance à Luther et à la Réforme. Il fait appel à l'imprimeur Peter Schöffer (fils). Imprimée à trois ou six mille exemplaires in-octavo, cette édition du Nouveau Testament de Tyndale est beaucoup plus petite que celle, incomplète, de Cologne. En l’occurrence, petit est préférable : les négociants anglais peuvent plus facilement cacher ce livre compact au milieu des balles de tissu ou autre marchandise pour le faire entrer clandestinement sur le territoire britannique.
Dans le Nouveau Testament de 1526, Tyndale s'efforce d'être le plus clair possible. La parole de Dieu doit parler directement d'une façon compréhensible par un lecteur isolé, à peine lettré. Tyndale y emploie un vocabulaire simple, termes monosyllabiques tirés de la vie de tous les jours en 1520, tout en restant au plus près du grec original. Pour Tyndale, le texte, laissé à lui-même, parle de lui-même.
Non seulement cette édition ne comporte ni prologue, ni aucune note ou commentaire mais même dans l’Épilogue il n'apparaît nulle référence à l’Église, à ce que le pape, les évêques ou les prêtres enseignent ; pas plus aux cérémonies et rites de l’Église comme nécessaires au salut, ni aux œuvres de charité enseignées comme essentielles. Pour Tyndale, tout ce dont le chrétien a besoin réside dans ce Nouveau Testament et la foi d'un cœur pur.
Tyndale est conscient des imperfections de son travail. À propos de ce Nouveau Testament, il écrit dans l’Épilogue : « Considérez-le comme n'ayant pas atteint sa forme finale, mais comme s'il était né avant-terme, plutôt comme un commencement que comme une fin. » (voir facsimilé du N.T. de Worms, p.732, l.1sq).
De cette édition de Worms, petite, simple, aucune gravure en pleine page, il ne survit plus que trois exemplaires (un seul, découvert récemment à Stuttgart est complet).

#### Pentateuque(1530)
Anvers est à l'époque un des centres de l'humanisme chrétien et de l'imprimerie d'ouvrages « hérétiques ». C'est un bon endroit pour passer inaperçu.
Au début de 1530, Tyndale publie le Pentateuque, imprimé à Anvers par Hoochstraten (sous la fausse identité de Hans Luft à Marbourg), en format de poche. Peu après, des exemplaires contenant l'inscription « W. T. to the Reader, [W.T. au Lecteur] », parviennent en Angleterre.
C'est la première traduction anglaise à partir de l'hébreu. Tyndale s'appuie encore une fois sur la traduction allemande de Luther, ce dont on retrouve des traces dans certaines notes marginales.
Quelques-uns des commentaires marginaux sont très critiques du pape ; par exemple en marge de Exode 34:34 (Moïse « disait aux enfants d’Israël ce qui lui avait été ordonné. ») figure le commentaire suivant : « Le pape dit ce qui ne lui a pas été ordonné ».
Chacun des cinq livres est précédé d'un prologue qui contient un avertissement au lecteur, des explications de texte, de cours sermons et des listes de mots difficiles avec leur sens.
Une douzaine d'exemplaires du Pentateuque a survécu.

#### Nouveau Testament(1534)
Une demande accrue de Nouveau Testament en anglais incite des imprimeurs européens à pirater le Nouveau Testament (de Cologne) de Tyndale. Ces textes piratés contenant de nombreuses erreurs typographiques et des changements volontaires de sa traduction amènent Tyndale à reporter la traduction de l'Ancien Testament pour reprendre sa traduction de 1526, comme il l'avait d'ailleurs laissé entendre.
Tyndale effectue plus de quatre mille changements par rapport à sa traduction de 1526 : la moitié de ces révisions ont pour but une encore plus grande fidélité au grec original.
Cette édition, imprimée à Anvers en novembre 1534, se vend alors par milliers dans toute l'Angleterre.

## Impact sur l'Église catholique

### Un défi doctrinal
L'historien David Daniell résume ainsi ce que l’Église catholique, par la voix de Thomas More, reproche à Tyndale : avoir offert Saint Paul en anglais et traduit quatre mots-clés du Nouveau Testament - "presbuteros", "ekklesia", "agape", "metanoeo" - par "senior", "congregation", "love", "repent" au lieu des termes usuels de "priests" (prêtres), "church" (église), "charity" (charité) et "do penance" (faire pénitence).
La signification théologique de ces reproches est la suivante :
- traduire la Bible en anglais est une marque d'indépendance nationale par rapport à Rome. En outre, la mise à disposition du texte en langue vulgaire offre à chacun la possibilité de lire les textes bibliques et de les comprendre par lui-même, ce qui retire à Rome son exclusivité en matière d'interprétation des Écritures[15].
- la traduction de « presbuteros » (en grec ancien : πρεσβύτερος − l'ancien) par « senior » (et plus tard « elder) » au lieu de « prêtre » ouvre la porte à la doctrine protestante du sacerdoce universel ;
- de même le rendu de « ekklesia »(en grec ancien : ἐκκλησία − l'assemblée) par « congregation » et non par « church », contredit la doctrine catholique qui sépare les laïcs et les ecclésiastiques en insistant sur la communauté qui les réunit tous ;
- quant à elle, la traduction du verbe grec metanoein (en grec ancien : μετανοεῖν − changer d'idée, changer de conduite) par « repent » (se repentir) au lieu de « do penance » (faire pénitence) était une attaque très claire du sacrement catholique de pénitence, auquel les Réformateurs n'adhéraient pas pour de multiples raisons théologiques ;
- la traduction de agapè (en grec ancien : ἀγάπη - l'amour désintéressé) par « love » au lieu de « charity » s'éloignait de la vertu théologale catholique de charité.

### Réaction de l’Église
Tyndale sait parfaitement que son initiative sera condamnée par l’Église. En 1530, dans sa préface au Pentateuque, il écrit : « D'aucuns disent qu'il est impossible de traduire l’Écriture en anglais. D'autres qu'il n'est pas autorisé que les laïcs l'aient dans leur langue maternelle. D'autres, que cela ferait de tous des hérétiques, ce qui se passerait certainement vu le nombre de choses que depuis des temps immémoriaux ils [l’Église catholique] enseignent à tort, et c'est là toute la raison pour laquelle ils l'interdisent, bien qu'ils en prétextent d'autres. Et d'autres encore, ou plutôt tous, disent que cela amènerait les laïcs à se lever contre le roi, auquel eux-mêmes (pour leur damnation) n'ont encore jamais obéi ».
Dès le 2 décembre 1525, Edward Lee, aumônier du roi, écrit à Henri VIII au sujet de la traduction de Tyndale, pour l'inciter à prendre des mesures pour prévenir l'« infection » et le « danger » qu'elle représente. « Tous nos ancêtres, les gouverneurs de l’Église d'Angleterre, ont toujours lutté pour interdire des bibles en anglais [...] L'intégrité de la foi chrétienne dans votre royaume ne saurait perdurer longtemps si de tels livres venaient à pénétrer dans le pays. ».
En 1526, le cardinal Wolsey convoque une assemblée d'évêques pour contrer le danger que présente la circulation clandestine de la traduction de Tyndale. Ils concluent qu'il faut brûler cette traduction « remplie d'erreurs ». Ils ordonnent aux libraires d'arrêter la vente de l’œuvre, et de leur remettre les exemplaires en leur possession. Le 26 octobre 1526, alors que le Nouveau Testament en anglais de Tyndale est brûlé en place publique, l’évêque Tunstall prononce un sermon dénonçant une traduction qui comporte plus de deux mille erreurs. Par l'intermédiaire d'un négociant du nom de Packington, Tunstall va même jusqu'à acheter les livres, donnant ainsi ironiquement à Tyndale les moyens à la fois de payer ses dettes et de financer la révision du Nouveau Testament.
En novembre 1527, l'arrestation et l'emprisonnement de Thomas Bilney (pendant un an dans la tour de Londres bien qu'il se rétracte), sont le prélude à une sévère répression. En mars 1528, Tunstall se plaint que ses prisons sont déjà surpeuplées.
En avril 1529, un certain John Tewkesbury est soumis par deux fois à un interrogatoire par Tunstall, puis transféré chez Thomas More (alors Chancelier du Royaume), où il est tellement torturé qu'il est pratiquement incapable de marcher. Il se rétracte, puis abjure à nouveau la foi catholique et est brûlé vif.
En août 1536 à Anvers, Tyndale est arrêté par la maréchaussée de Charles Quint, jugé et condamné au bûcher comme hérétique par un tribunal religieux catholique[Qui ?]. Deux mois plus tard, début octobre, peut-être le 6 octobre, il est exécuté à Vilvorde, par étranglement, avant que son corps ne soit livré aux flammes.
En 1543, le Parlement anglais adopte l'acte pour l'avancée de la vraie religion, qui interdit à la majeure partie de la population de conserver et d'utiliser les traductions de Tyndale et exige que ses « préambules et annotations » soient coupés ou effacés (ch. 1, art. VI).

## Postérité
La philosophie et l'ambition de Tyndale sont résumées dans cette formule : « If God spare my life many years, I will cause a boy that driveth the plough to know more of Scripture than you do. » (Si Dieu me prête vie, je ferai qu'un garçon qui pousse la charrue connaisse mieux l’Écriture que vous,.)
Cette phrase de Tyndale fait écho à la célèbre dédicace d’Érasme dans la préface de son Nouveau Testament grec : « Je prie Dieu que le laboureur à sa charrue chante un texte de l’Écriture, et que le tisserand les fredonne au son de sa navette. »

### Bibles qui suivent
L'historien David Daniell a montré que « toutes les versions anglaises du Nouveau Testament sont les héritières directes de la traduction de Tyndale. »(p.289).

#### Coverdale Bible(1535)
La Bible de Coverdale est la première traduction complète de la Bible en anglais moderne. Parue en 1535, elle reprend l'intégralité des traductions de Tyndale et les complète. Son imprimeur est Merten de Keyser, aussi connu sous le nom de Martin Lempereur, un imprimeur huguenot établi à Anvers. Elle sera aussi, en 1539, la première bible anglaise imprimée en Angleterre.

#### Matthew Bible(1537)
En 1535, Thomas Cromwell et Cranmer réussissent à obtenir du roi Henri VIII -qui a définitivement rompu avec Rome- l'autorisation officielle (license) pour une Bible traduite par “Thomas Matthew.” Il n'existe pas de traducteur de ce nom. En réalité cette Matthew Bible (en) est essentiellement l’œuvre de Tyndale, elle a été assemblée par John Rogers, alors exilé à Anvers. Ce Nouveau Testament est celui de Tyndale ainsi que le Pentateuque et les neuf livres historiques de l'Ancien Testament jusqu'à Chroniques 2.11. Pour le reste de l'Ancien Testament, Rogers se sert d'une traduction de Miles Coverdale datant de 1534.

#### Great Bible(1539)
En 1539, Cromwell réussit à faire nommer Miles Coverdale pour superviser ce qui deviendra la "Great Bible" (la Grande Bible), une traduction en anglais autorisée par le roi d'Angleterre. Coverdale se sert essentiellement du même texte que celui de la Bible de Matthieu, donc de la traduction de Tyndale.

#### Geneva Bible(1560)
La Geneva Bible a été traduite en 1560 à Genève par des érudits protestants exilés d'Angleterre sous le règne de Marie Tudor. Quoiqu'étant la première bible anglaise entièrement traduite à partir des textes originaux hébreu et grec, le rendu anglais était essentiellement basé sur les traductions antérieures de William Tyndale et Myles Coverdale (plus de 80 % de la langue de la Bible genevoise provient de Tyndale).
Elle se distingue des précédentes par la présence d'un important appareil de notes, de parallèles et d'introductions à chaque livre de la Bible. D'orientation nettement calviniste, et massivement diffusée, c'est la principale version de la Bible utilisée par les protestants anglais au XVIe siècle. Sa langue énergique et vigoureuse la fit préférer à la Grande Bible par de nombreux lecteurs. C'est cette Bible qui a été emportée en Amérique par les pères pèlerins du Mayflower.

#### Bible du roi Jacques(1611)
Il ressort de l'étude comparée de la Bible du roi Jacques - King James Bible ou King James Version - avec les traductions de Tyndale que « presque 84 % du Nouveau Testament et près de 76 % des parties de l'Ancien Testament traduites par Tyndale ont été repris tels quels dans la Bible du roi Jacques ».

### Langue anglaise
« Nous devons une reconnaissance éternelle au génie de Tyndale pour la langue anglaise. » David Daniell, p.136. La Bible Tyndale promeut la langue anglaise à une époque où toute science est exposée et débattue en latin.
Certains spécialistes estiment que Tyndale a délibérément évité de s'appuyer sur les textes de la Bible dite de Wyclif afin que son anglais soit pas contaminé par la langue du Moyen Âge.
Nous lui devons des expressions devenues courantes encore aujourd'hui comme "the salt of the earth [le sel de la terre]" (Matthieu 5:13) et " no man can serve two masters  [nul ne peut servir deux maîtres]" (Matthieu 6:24). Il a également introduit des mots comme Jehovah (Yahweh), Passover (la Pâque juive), et scapegoat (bouc émissaire). Dans l'introduction de son livre William Tyndale: a biography, David Daniell écrit de Tyndale : « Son art sans égal de jouer sur les sons et les rythmes aussi bien que les sens de l'anglais, pour créer des mots, des expressions, des paragraphes ou des chapitres entiers inoubliables et de le faire d'une façon [...] qui, aujourd'hui encore, reste directe et vivante : les titres des journaux citent encore Tyndale, sans toutefois s'en rendre compte, et il a touché plus de monde que Shakespeare lui-même. » et David Norton renchérit : « ... davantage de notre langue anglaise est finalement appris de Tyndale que de n'importe quel autre écrivain de prose anglaise, et bien des gens illettrés jusqu'alors ont eu Tyndale et ses successeurs pour maîtres ». Enfin, Vivienne Westbrook à propos de Tyndale emploie l'expression : « that unsung hero of the English language William Tyndale. [Ce héros trop peu célébré de la langue anglaise] ».

### Jugement
La Bible de Tyndale : « England's greatest contribution to the world for nearly five hundred years. »
(« La plus importante contribution de l'Angleterre au monde depuis près de cinq cents ans. »)
David Daniell, William Tyndale, a Biography, p. 280.

## Sources primaires
- Reproduction litho-photographiée du Nouveau Testament de Cologne : William Tyndale, éd. Edward Arber, The first printed English New Testament, Londres, 1871, lire en ligne.
- Facsimile du Nouveau Testament de Worms : Francis Fry, The first New Testament printed in the English language, 1525 or 1526, 1862, 741 p., lire en ligne.
- Pentateuque (1530), voir en ligne
- (en) A.C. Partridge, English Biblical Translation, Andrè Deutsch Limited, Londres, 1973
- (en) Paul Arblaster, Gergely Juhász et Guido Latré, Tyndale's Testament, Turnhout, Brepols, 2002, 195 p. (ISBN 978-2-503-51411-6, lire en ligne)